# Bahía de Willapa
La bahía de Willapa es una bahía situada en el condado de Pacific, estado de Washington, en los Estados Unidos. 
Tiene unos 38 km de largo y unos 17 km de ancho y está separada del océano Pacífico por la península de Long Beach. Las islas de Long y Grassy se encuentran en la bahía y el río Willapa y el río Naselle desembocan en ella. El Parque Estatal Leadbetter Point y la Reserva India Shoalwater bordean la bahía. Además hay allí varias ciudades más pequeñas y asentamientos no incorporados. La región vive de la pesca y del cultivo de ostras. Alrededor del 9 % de la producción anual de ostras en los Estados Unidos proviene de la bahía de Willapa. Las ostras de Willapa se encuentran entre las mejores ostras, que son producidas en los Estados Unidos.
La bahía de Willapa es un estuario de llanura costera. Fue formado al final de la última edad de hielo, cuando el aumento del nivel del mar ahogó los valles fluviales costeros bajos. Es conocida por su biodiversidad, hecho que ocurrió por ser un estuario, por lo que gran parte de la bahía ha sido declarada como Refugio Nacional de Vida Silvestre Willapa convirtiéndose así en una reserva natura. La reserva está gestionada por el Servicio de Pesca y Vida Silvestre delos Estados Unidos.